# NCIS (9.ª temporada)
A nona temporada de NCIS começou em 20 de setembro de 2011 e terminou em 15 de maio de 2012.

## Elenco
| Participante | Participante | Participante | Participante | Participante | Participante        |
| ------------ | ------------ | ------------ | ------------ | ------------ | ------------------- |
|              | Principal    |              | Recorrente   |              | Convidado/Flashback |

| Personagem              | Ator/atriz        | Cargo                                                        | Participante |
| ----------------------- | ----------------- | ------------------------------------------------------------ | ------------ |
| Leroy Jethro Gibbs      | Mark Harmon       | Agente especial Supervisor do NCIS                           |              |
| Tony DiNozzo            | Michael Weatherly | Agente Especial Senior do NCIS                               |              |
| Ziva David              | Cote de Pablo     | Agente Especial NCIS                                         |              |
| Abby Sciuto             | Pauley Perrette   | Especialista Forense do NCIS                                 |              |
| Timothy McGee           | Sean Murray       | Agente Especial do NCIS                                      |              |
| Leon Vance              | Rocky Carroll     | Diretor Assistente NCIS                                      |              |
| Donald "Ducky" Mallard  | David McCallum    | Chefe dos Legistas do NCIS                                   |              |
| Jimmy Palmer            | Brian Dietzen     | Legista assistente                                           |              |
| Erica Jane "EJ" Barrett | Sarah Jane Morris | Agente Especial do NCIS                                      |              |
| Clayton Jarvis          | Matt Craven       | Secretario da Marinha                                        |              |
| Leroy Jethro Gibbs      | Sean Harmon       | Gibbs Jovem                                                  |              |
| Dr. Samantha Ryan       | Jamie Lee Curtis  | Psicologa Departamento de Defesa                             |              |
| Casey Stratton          | Scott Wolf        | Agente do FBI                                                |              |
| Dr. Rachel Cranston     | Wendy Makkena     | Psicologa                                                    |              |
| Tobias Fornell          | Joe Spano         | Agente Especial do FBI                                       |              |
| Ned Dorneget            | Matt L. Jones     | Agente estagiário do NCIS                                    |              |
| Simon Cade              | Matthew Willig    | Agente Especial do NCIS                                      | Ep.1         |
| Penelope Langston       | Lily Tomlin       | Ex-ativista e avó do Agente McGee                            | Ep.3         |
| Abigail Borin           | Diane Neal        | Agente Especial do CGIS                                      | Ep.5         |
| Anthony DiNozzo Sr      | Robert Wagner     | Pai do Tony                                                  | Ep.10        |
| Ray Cruz                | Enrique Murciano  | Agente da CIA "C.I.Ray"                                      | Ep.13        |
| Mike Franks             | Muse Watson       | Ex Agente (Chefe Gibbs durante a transição do NIS para NCIS) | Ep.14        |
| Jackson Gibbs           | Ralph Waite       | Pai do Gibbs                                                 | Ep.14        |
| Ari Haswari             | Rudolf Martin     | Agente Mossad (Irmão da Ziva)                                | Ep.14        |
| Stan Burley             | Joel Gretsch      | Agente Especial do NCIS                                      | Ep.22        |
| Jonathan Cole           | Scott Wolf        |                                                              | Ep.24        |

## Episódios
A nona temporada foi composta principalmente por episódios isolados, entre eles o 200º da série ("Life Before His Eyes") e um arco final, envolvendo a caçada ao empresário Harper Dearing. A temporada se encerra em um "cliffhanger" no qual as vidas de todos os membros da equipe são colocadas em grande perigo.
| Sequência | Episódios | Título                    | Direção             | Escrito por                             | Data de exibição        | Audiência EUA (em milhões) |
| --- | --------- | ------------------------- | ------------------- | --------------------------------------- | ----------------------- | -------------------------- |
| 187 | 1         | "Nature of the Beast"     | Tony Wharmby        | Gary Glasberg                           | 20 de setembro de 2011  | 19.96                      |
| Depois de passar meses rastrear seu alvo na missão concedida pelo SecNav, Tony fica com o sangue de um agente NCIS em suas mãos e cabe a Gibbs para ajudá-lo juntar as peças do quebra-cabeça Personagens recorrentes: Sarah Jane Morris como Agente Especial Erica Jane 'EJ' Barrett, Matt Craven como Secretário da Marinha (SecNav) Clayton Jarvis e Wendy Makkena como Dra. Rachel Cranston. |           |                           |                     |                                         |                         |                            |
| 188 | 2         | "Restless"                | James Whitmore, Jr. | Steven D. Binder                        | 27 de setembro de 2011  | 19.51                      |
| A equipe NCIS precisa enfrentar o caso do assassinato de um jovem fuzileiro que é esfaqueado durante a sua festa de boas-vindas. Durante a investigação, eles acabam descobrindo grandes segredos do passado dele. |           |                           |                     |                                         |                         |                            |
| 189 | 3         | "Penelope's papers"       | Arvin Brown         | Nicole Mirante                          | 4 de outubro de 2011    | 19.35                      |
| A linha entre vida pessoal e profissional McGee é turva quando NCIS descobre uma ligação entre sua avó, Penelope Langston (Lily Tomlin), e o assassinato de um tenente da Marinha. |           |                           |                     |                                         |                         |                            |
| 190 | 4         | "Enemy on the Hill"       | Dennis Smith        | George Schenck e Frank Cardea           | 11 de outubro de 2011   | 18.98                      |
| Quando um assassino de aluguel é contratado para matar um tenente da Marinha, NCIS tem que descobrir o motivo por trás disso. Abby faz testes para doar um rim e acaba fazendo uma grande descoberta sobre sua família. |           |                           |                     |                                         |                         |                            |
| 191 | 5         | "Safe Harbor"             | Terrence O’Hara     | Reed Steiner e Christopher J. Waild     | 18 de outubro de 2011   | 19.41                      |
| Enquanto investiga o assassinato de um oficial da guarda costeira a bordo de um navio de carga abandonado, a equipe NCIS descobre uma família libanesa em busca de refúgio nos EUA. Enquanto isso, Tony e McGee tentam encontrar a mulher perfeita para Gibbs. Personagens recorrentes: Diane Neal como Agente Especial CGIS Abigail Borin; Matt Craven como Secretário da Marinha (SecNav) Clayton Jarvis.                                                                                         |           |                           |                     |                                         |                         |                            |
| 192 | 6         | "Thirst"                  | Thomas J. Wright    | Scott Williams                          | 25 de outubro de 2011   | 19.43                      |
| Um tenente da Marinha é assassinado por hiper-hidratação forçada. Gibbs conhece o novo amor de Ducky. |           |                           |                     |                                         |                         |                            |
| 193 | 7         | "Devil's Triangle"        | Leslie Libman       | Steven D. Binder e Reed Steiner         | 31 de outubro de 2011   | 19.71                      |
| Quando o marido da ex-esposa de Gibbs e Fornell é sequestrado, o NCIS se junta ao FBI para investigar. Personagens recorrentes: Joe Spano como Agente do FBI Tobias Fornell; Melinda McGraw como Diane Sterling |           |                           |                     |                                         |                         |                            |
| 194 | 8         | "Engaged (Part I)"        | James Withmore Jr.  | Gina Lucita Monreal                     | 7 de novembro de 2011   | 20.38                      |
| A queda de um avião que transportava caixões de soldados falecidos é investigada quando é descoberta uma discrepância no teste de DNA dos restos mortais. |           |                           |                     |                                         |                         |                            |
| 195 | 9         | "Engaged (Part II)"       | Tony Wharmby        | Gary Glasberg                           | 14 de novembro de 2011  | 20.00                      |
| A busca por uma oficial da Marinha desaparecida após um bombardeio no Afeganistão continua. |           |                           |                     |                                         |                         |                            |
| 196 | 10        | "Sins of the Father"      | Arvin Brown         | Frank Cardea e George Schenck           | 22 de novembro de 2011  | 18.50                      |
| O pai de Tony vira um suspeito de assassinato quando é encontrado em um carro com um corpo e sem lembrar-se de suas ações. Tony é retirado do caso, obrigando-o a desobedecer às ordens para poder provar a inocência de seu pai. Personagem recorrente: Robert Wagner como Anthony DiNozzo Sr. |           |                           |                     |                                         |                         |                            |
| 197 | 11        | "Newborn King"            | Dennis Smith        | Christopher J. Walid                    | 13 de dezembro de 2011  | 19.13                      |
| A equipe tenta localizar e proteger uma fuzileira naval grávida na véspera de Natal. Personagem recorrente: Michelle Pierce como Breena Slater |           |                           |                     |                                         |                         |                            |
| 198 | 12        | "Housekeeping"            | Terrence O'Hara     | Scott Williams                          | 3 de janeiro de 2012    | 19.81                      |
| O assassinato de um comandante naval é investigado, e durante o processo, a equipe corre até E. J. Barrett. Personagens recorrentes: Sarah Jane Morris como Agente Especial Erica Jane 'EJ' Barrett e Scott Wolf como Jonathan Cole |           |                           |                     |                                         |                         |                            |
| 199 | 13        | "A Desperate Man"         | Leslie Libman       | Nicole Mirante-Matthews                 | 10 de janeiro de 2012   | 21.03                      |
| Uma tenente da Marinha é assassinada, e a investigação da equipe é interrompida por seu marido, que é um detetive. Ray Cruz volta a falar com Ziva sobre um possível futuro juntos. |           |                           |                     |                                         |                         |                            |
| 200 | 14        | "Life Before His Eyes"    | Tony Wharmby        | Gary Glasberg                           | 7 de fevereiro de 2012  | 20.98                      |
| Gibbs questiona as escolhas que fez quando olha para o cano de uma arma em um restaurante local, no 200º episódio da série. Personagens recorrentes: Muse Watson como Mike Franks; Joe Spano como Agente do FBI Tobias Fornell; Rudolf Martin como Ari Haswari; Ralph Waite como Jackson Gibbs; Lauren Holly como Jenny Shepard; Darby Stanchfield como Shannon Gibbs e Sasha Alexander como Caitlin Todd                                                                                           |           |                           |                     |                                         |                         |                            |
| 201 | 15        | "Secrets"                 | Leslie Libman       | Steven D. Binder                        | 14 de fevereiro de 2012 | 19.59                      |
| Quando um capitão da Marinha é encontrado morto e vestido com um estranho traje sob seu uniforme, a equipe do NCIS se depara com uma sociedade secreta que torna real as histórias de super heróis, e precisam seguir o vilão da história com a ajuda da ex-noiva de Tony. |           |                           |                     |                                         |                         |                            |
| 202 | 16        | "Psych Out"               | Dennis Smith        | Gary Glasberg e Reed Steiner            | 21 de fevereiro de 2012 | 19.29                      |
| Um segurança de alto nível da Marinha na reserva é encontrado morto e a investigação revela que pode ter sido suicídio, mas Gibbs cava mais fundo para descobrir a verdade. Enquanto isso, DiNozzo discute com a contabilidade após ver o contra-cheque de McGee. Personagens recorrentes: Jamie Lee Curtis como Dra. Samantha Ryan e Wendy Makkena como Dra Rachel Cranston |           |                           |                     |                                         |                         |                            |
| 203 | 17        | "Need to Know"            | Michelle MacLaren   | Frank Cardea e George Schenck           | 28 de fevereiro de 2012 | 18.20                      |
| O chefe de um pequeno escritório é morto. A investigação revela que a morte está ligada a um traficante de armas internacional, com uma perigosa ligação com o laboratório de pesquisas da Marinha. Enquanto isso, um agente tenta impressionar Gibbs na esperança de se juntar à equipe. Personagem recorrente: Matt L. Jones como Agente Estagiário do NCIS Ned Dorneget |           |                           |                     |                                         |                         |                            |
| 204 | 18        | "The Tell"                | Thomas J. Wright    | Gina Lucita Monreal                     | 20 de março de 2012     | 19.06                      |
| Após um vazamento de informações confidenciais, o Secretário da Marinha une o NCIS ao PsyOps para resolver o misterioso caso. Personagem recorrente: Jamie Lee Curtis como Dra. Samantha Ryan |           |                           |                     |                                         |                         |                            |
| 205 | 19        | "The Good Son"            | Terrence O'Hara     | Nicole Mirante-Mattews e Scott Williams | 27 de março de 2012     | 18.62                      |
| O cunhado do Diretor Vance vira suspeito quando Gibbs e a equipe NCIS investigam o assassinato de um suboficial. |           |                           |                     |                                         |                         |                            |
| 206 | 20        | "The Missionary Position" | Arvin Brown         | Allison Abner                           | 10 de abril de 2012     | 17.66                      |
| Seguindo o assassino de um fuzileiro, Tony e Ziva se juntam a uma velha amiga de Ziva e sua mentora na Colômbia. Enquanto isso, Jimmy Palmer decide quem será seu padrinho. |           |                           |                     |                                         |                         |                            |
| 207 | 21        | "Rekindled"               | Mark Horowitz       | Christopher J. Waild & Reed Steiner     | 17 de abril de 2012     | 18.08                      |
| Após um incêndio em um armazém revelar documentos perdidos da Marinha, constituindo uma potencial ameaça à segurança nacional, a equipe do NCIS se une à polícia de Baltimore na investigação, reunindo Tony a um rapaz de seu passado. |           |                           |                     |                                         |                         |                            |
| 208 | 22        | "Playing with Fire"       | Dennis Smith        | Frank Cardea e George Schenck           | 1º de maio de 2012      | 17.58                      |
| A equipe do NCIS investiga uma explosão ocorrida a bordo do USS Brewer, e descobrem que o material usado foi o mesmo do ataque ao armazém ocorrido anteriormente. Para descobrir o mentor de tais atentados, Tony e Ziva vão para Nápoles a fim de montar uma armadilha. Personagem recorrente: Joel Gretsch como Agente do NCIS Stan Burley |           |                           |                     |                                         |                         |                            |
| 209 | 23        | "Up in Smoke"             | James Withmore Jr.  | Steven D. Binder                        | 8 de maio de 2012       | 18.20                      |
| Um grampo é encontrado no dente postiço do agente Ned Dorneget, o que desencadeia a caça ao responsável pelos atentados contra a Marinha, um milionário desaparecido chamado Harper Dearing, que parece buscar vingança pela morte de seu filho marinheiro. Personagens recorrentes Brian Dietzen como Jimmy Palmer; Matt L. Jones como Agente Estagiário do NCIS Ned Dorneget; Jamie Lee Curtis como Dra. Samantha Ryan; Richard Schiff como Harper Dearing                                        |           |                           |                     |                                         |                         |                            |
| 210 | 24        | "Till Death Do Us Part"   | Tony Wharmby        | Gary Glasberg                           | 15 de maio de 2012      | 19.05                      |
| As armadilhas de Harper Dearing colocam o NCIS sob grave perigo, enquanto ocorre o casamento de Palmer. Um ataque direto à organização deixa em suspenso o destino de Gibbs e sua equipe, e Ducky sofre um infarto fulminante. Personagens recorrentes Brian Dietzen como Jimmy Palmer; Matt L. Jones como Agente Estagiário do NCIS Ned Dorneget; Jamie Lee Curtis como Dra. Samantha Ryan; Michelle Pierce como Breena Slater; Scott Wolf como Jonathan Cole e Richard Schiff como Harper Dearing |           |                           |                     |                                         |                         |                            |